# Felix Gall
Felix Gall, né le 27 février 1998 à Nußdorf-Debant, est un coureur cycliste autrichien.
Il se révèle en devenant  champion du monde sur route juniors en 2015. Chez les professionnels, il se spécialise dans les courses par étapes et a notamment remporté une étape du Tour de France 2023.

## Biographie

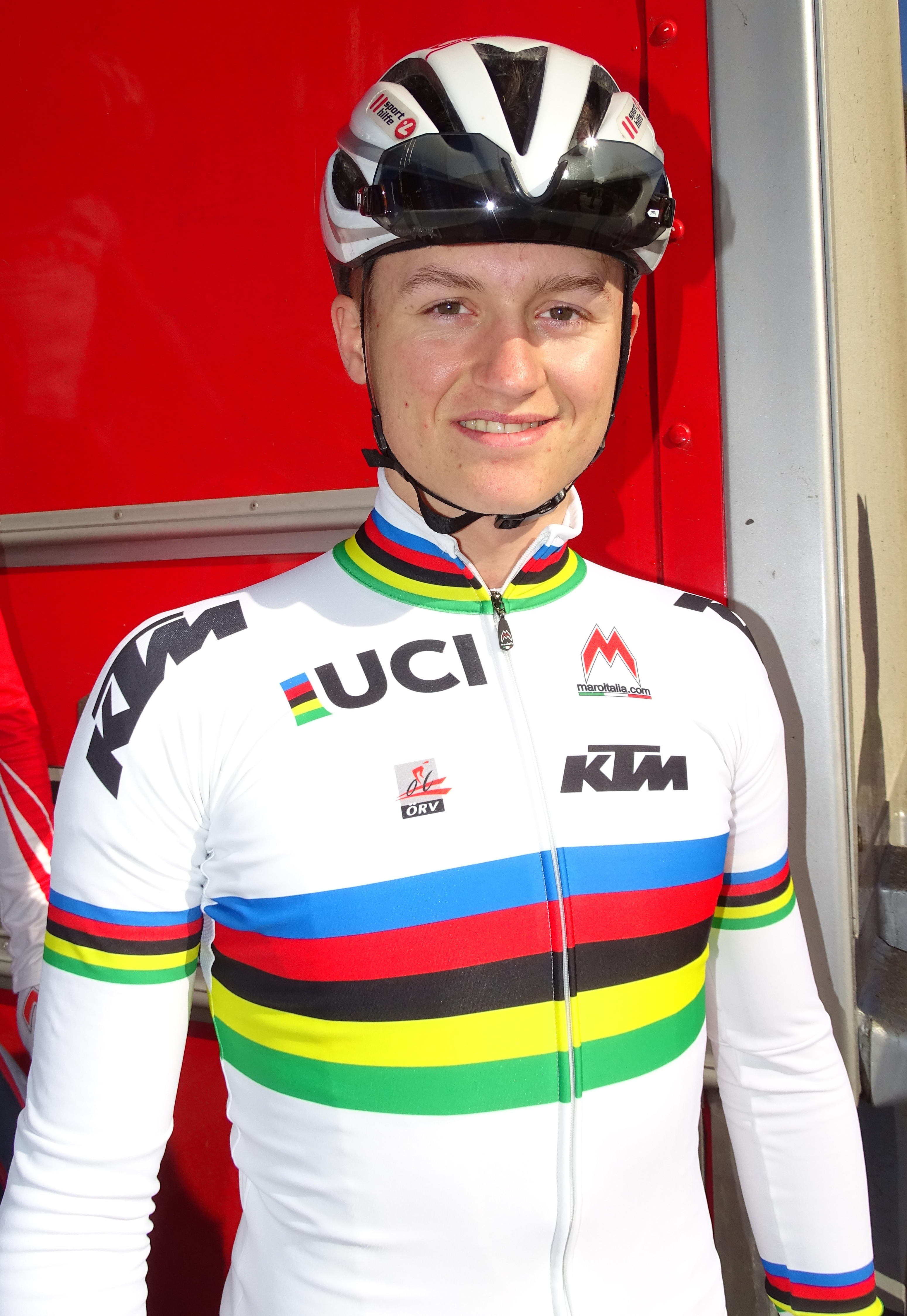
Felix Gall lors du départ du Paris-Roubaix juniors 2016.

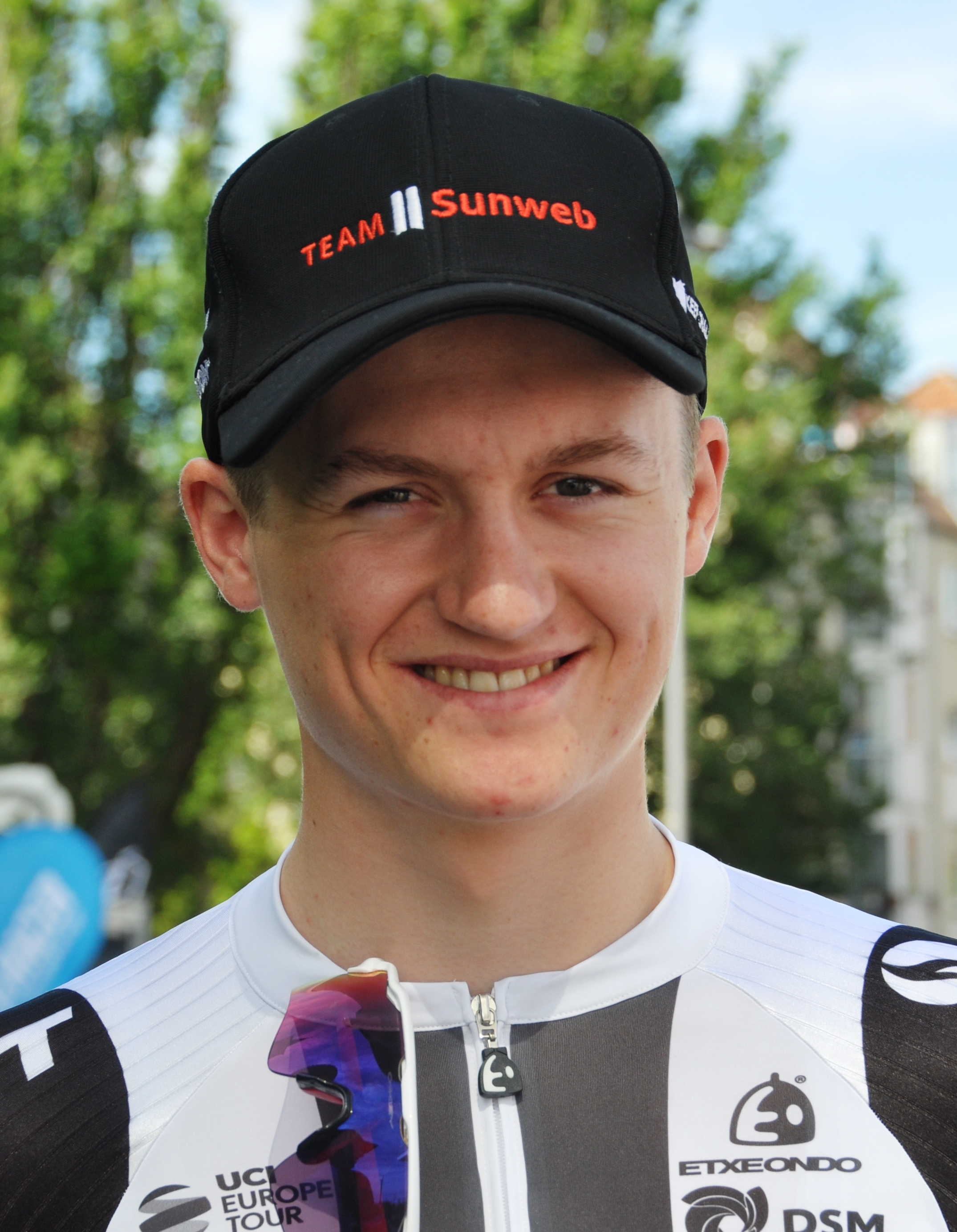
Felix Gall au Tour de Cologne 2017.

### Jeunesse et carrière amateur
Felix Gall pratique depuis son enfance différents sports tels que l'escalade, le tennis, le ski et le taekwondo. Il pratique ensuite le triathlon avec des camarades de lycée. Pendant son entraînement de triathlon, il ne fait du vélo qu'une seule fois par semaine. Puis, après avoir participé à des courses pour le plaisir, il est remarqué par Günther Feuchtner, un entraîneur cycliste autrichien.
En 2015, il devient champion d'Autriche sur route juniors (moins de 19 ans). Plus tard dans l'année, il est sélectionné aux mondiaux sur route à Richmond, aux États-Unis. Il remporte le titre de champion du monde chez les juniors dans la course en ligne, en battant au sprint de quelques centimètres sur la ligne le Français Clément Bétouigt-Suire. Avec cette victoire, il est le premier champion du monde autrichien de cyclisme sur route. À son retour des États-Unis, il est reçu dans sa ville natale d'environ 1 000 habitants. Il reçoit une bourse d'études en cyclisme, un permis de conduire et un nouveau vélo de course. Il est désigné en fin d'année cycliste autrichien de l'année. En 2016, pour sa deuxième année chez les juniors, il connait moins de succès, mais remporte quand même le Trofeo Guido Dorigo.

### Entrée dans le monde professionnel avec Sunweb
En 2017, Felix Gall passe dans la catégorie des moins de 23 ans et obtient un contrat avec l'équipe Sunweb-Giant Development, réserve de l'équipe World Tour Sunweb. Il doit attendre 2018 pour connaitre ses premiers résultats. Il est notamment champion d'Autriche sur route espoirs, puis termine quatrième et meilleur jeune du Tour de Savoie Mont-Blanc. Il montre également ses qualités de grimpeur lors du Tour de l'Avenir en prenant la cinquième place de l'étape de Val d'Isère. En mars 2019, il remporte son premier succès dans une course élite, lorsqu'il gagne la deuxième étape et le classement général de l'Istrian Spring Trophy. En 2020, il passe professionnel dans l'équipe Sunweb qui devient Team DSM en 2021. Après une saison 2020 marquée par la pandémie de covid-19 et de nombreux abandons, il n'obtient pas de résultats notables la saison suivante.

### Depuis 2022: confirmation chez AG2R Citroën

#### 2022

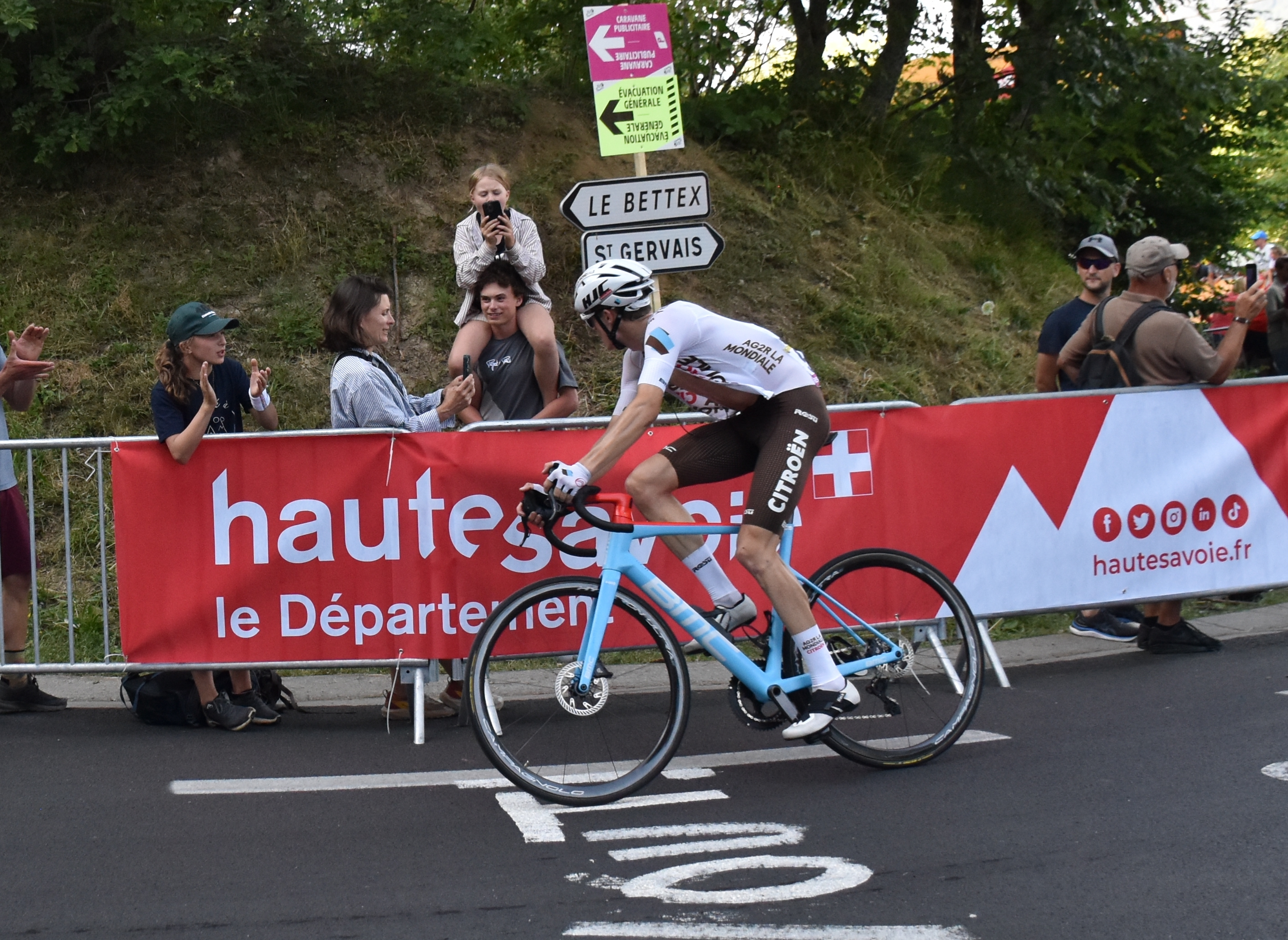
Felix Gall lors de la 15e étape du Tour de France 2023

En août 2021, Felix Gall signe chez AG2R Citroën pour les saisons 2022 et 2023. Son contrat avec DSM était en fait censé durer un an supplémentaire, mais après des tensions répétées entre différents coureurs et la direction de l'équipe, Gall a mis fin à son contrat en fin d'année 2021.
Après avoir pris la sixième place du Tour des Alpes, il participe à son tout premier grand tour où il est aligné sur le Tour d'Italie comme leader de l'équipe. Il termine 50e de la course. En août, il se classe 15e du Tour de Pologne.

#### 2023: vainqueur d'étape du Tour de France
Entre février et avril 2023, Felix Gall obtient plusieurs tops 10 sur les courses Pro Series et de l'Europe Tour. En avril, il termine dixième du Tour du Pays basque, puis neuvième du Tour des Alpes, où il échoue à la deuxième place de la première étape. À la fin du mois de mai, il est deuxième de la Mercan'Tour Classic Alpes-Maritimes derrière Richard Carapaz. Quelques jours plus tard, AG2R Citroën annonce que son contrat est prolongé jusqu'en fin d'année 2025. Enchaînant avec le Tour de Suisse, il termine deuxième de la 3e étape puis remporte en solitaire la 4e étape. Cette première victoire professionnelle lui permet de prendre la tête de l'épreuve et de porter le maillot jaune. Il perd sa tunique le lendemain au profit du Danois Mattias Skjelmose et termine huitième du classement final.
Le 19 juillet, pour sa première participation au Tour de France, il remporte à Courchevel la 17e étape considérée comme l'étape reine du Tour et signe son premier top 10 sur un grand tour en finissant 8e du classement général.

#### 2024
Dès février, il se classe quatrième de l'Ardèche Classic dans un sprint à quatre remporté par Juan Ayuso. En mars 2024, le contrat de Gall est prolongé jusqu'en fin d'année 2026. À Paris-Nice, il fait partie du top 10 de quatre étapes et termine à la 9e place du classement général. En avril, il récolte des places d'honneur à la Classic Grand Besançon Doubs (5e) et, le lendemain, au Tour du Jura  (4e), deux courses de l'UCI Europe Tour 2024.

## Palmarès

### Palmarès amateur
- 2015
  -  Champion du monde sur route juniors
  -  Champion d'Autriche sur route juniors
  - 2e du championnat d'Autriche du contre-la-montre juniors
  - 4e du championnat d'Europe du contre-la-montre juniors
- 2016
  - Trofeo Guido Dorigo
  - 3e du Tour du Pays de Vaud
- 2018
  -  Champion d'Autriche sur route espoirs
- 2019
  - Istrian Spring Trophy :
    - Classement général
    - 2e étape

### Palmarès professionnel
- 2023
  - 4e étape du Tour de Suisse
  - 17e étape du Tour de France
  - 2e de la Mercan'Tour Classic Alpes-Maritimes
  - 8e du Tour de Suisse
  - 8e du Tour de France
  - 10e du Tour du Pays basque
- 2024
  - 9e de Paris-Nice
  - 10e du Tour de Suisse
- 2025
  - 4e du Tour de Suisse
  - 5e du Tour de France

## Résultats dans les grands tours

### Tour de France
3 participations
- 2023 : 8e, vainqueur de la 17e étape et du souvenir Henri-Desgrange
- 2024 : 14e
- 2025 : 5e

### Tour d'Italie
1 participation
- 2022 : 50e

### Tour d'Espagne
1 participation 
- 2024 : 29e

## Classements mondiaux
| Année                                 | 2017  | 2018  | 2019  | 2020  | 2021  | 2022 | 2023 | 2024 |
| ------------------------------------- | ----- | ----- | ----- | ----- | ----- | ---- | ---- | ---- |
| Classement mondial                    | 2723e | 1006e | 1157e | 2188e | 1031e | 290e | 33e  | 110e |
| UCI Europe Tour                       | 1699e | 624e  | 816e  | 1585e | 766e  | 232e | 30e  | 89e  |
|                                       |       |       |       |       |       |      |      |      |
| Légende : nc = non classéSource : UCI |       |       |       |       |       |      |      |      |

## Distinctions
- Cycliste autrichien de l'année : 2015 et 2023